# Baltika Narva
El Baltika Narva fue un equipo de fútbol de Estonia que jugó en la Liga Soviética de Estonia, la primera división de la RSS de Estonia.

## Historia
Fue fundado en el año 1972 en la ciudad de Narva, y ese mismo año debuta en la Liga Soviética de Estonia en la que finalizó en cuarto lugar.
Dos años después es campeón nacional por primera vez, repitiendo el título de liga en 1975, mismo año en el que gana por primera vez la Copa Soviética de Estonia por primera vez en tiempo extra al vencer al Dünamo Kopli.
En 1977 gana su tercer título de liga, siendo el club más ganador de RSS de Estonia durante la década de los años 1970. En 1980 gana el título de copa nacional por segunda ocasión venciendo en la final al Estonia Johvi.
Posteriormente el club no pasó por buenos momentos en los años 1980 donde incluso llegó a descender de la primera división dos veces, aunque al año siguiente regresaron a la primera división hasta la disolución de la Unión Soviética y la independencia de Estonia.
En 1991 se convirtió en uno de los equipos fundadores de la Meistriliiga, la primera división de Estonia como país independiente donde terminó en décimo lugar entre 13 equipos, desapareciendo a inicios de 1992.

## Palmarés
- Liga Soviética de Estonia: 3

1974, 1975, 1977
- Copa Soviética de Estonia: 2

1975, 1980